# 哈利勒·哈卡尼
哈利勒·乌尔·拉赫曼·哈卡尼（普什图语：خلیلالرحمن حقاني [xalilʊrahˈmɑn haqɑˈni]，1966年1月1日—2024年12月11日）是前任阿富汗难民部部长和哈卡尼网络的著名领导人。

## 生平
在阿富汗战争期间，哈卡尼参与了为塔利班的国际筹款活动，并支持塔利班在阿富汗的行动。2002年，哈利勒在阿富汗帕克蒂亚省部署人员来增援基地组织。2009年，哈卡尼协助拘留了被哈卡尼网络和塔利班抓获的敌方囚犯。2010年，哈卡尼向阿富汗洛加尔省的塔利班提供资金。哈卡尼执行了他的侄子西拉尤丁·哈卡尼（Sirajuddin Haqqani）提供的命令，后者是哈卡尼网络的领导人，2008年3月根据第13224号行政命令被定为恐怖分子。
2011年2月9日，美国财政部根据第13224号行政命令将哈利勒·哈卡尼定为特别指定的全球恐怖分子，并为他提供500万美元的赏金，作为他们的头号通缉恐怖分子之一。
2011年2月9日，联合国根据第1904（2009）号决议第2段，将哈利勒·哈卡尼列入1988年制裁名单（TAi.150），因为他与基地组织、乌萨马·本·拉丹或塔利班有关联，"参与资助、计划、协助、筹备或实施基地组织、以其名义、代表其行事或为其提供支持的行动或活动 "或 "以其他方式支持 "塔利班的行动或活动。
哈卡尼网络由哈利勒·哈卡尼的兄弟贾拉卢丁·哈卡尼（Jalaluddin Haqqani）创立。1990年代中期，他们加入了毛拉·穆罕默德·奥马尔的塔利班政权。联合国确定哈卡尼代表塔利班和哈卡尼网络从事筹款活动，并进行国际活动以获得财政支持。截至2009年9月，哈卡尼从波斯湾的阿拉伯国家以及南亚和东亚获得资金支持。此外，哈利勒还代表基地组织行事，包括向阿富汗帕克蒂亚省的基地组织成员部署增援。

### 死亡
2024年12月11日，哈卡尼和他五位所屬部門下屬在喀布爾因為自殺式炸彈襲擊而遇害。

## 延伸阅读
- U.S. Army. . CreateSpace Independent Publishing Platform. 2014. ISBN 978-1500318796.
- Brown, Vahid. . Oxford University Press. 2013. ISBN 978-0-19-932798-0.
- Coll, Steve. . Penguin Press. 2004. ISBN 1-59420-007-6.
- Goodson, Larry P. . Seattle: University of Washington Press. 2001. ISBN 0-295-98111-3. OCLC 44634408.
- Griffiths, John C., , London: Carlton Books, 2001  [2021-09-20], ISBN 978-1-84222-597-4, （原始内容存档于2021-08-27）
- Matinuddin, Kamal, , Karachi: Oxford University Press, 1999  [2021-09-20], ISBN 0-19-579274-2, （原始内容存档于2021-08-16）
- Rashid, Ahmed, , New Haven: Yale University Press, 2000, ISBN 978-0-300-08340-8
- Rashid, Ahmad. . London: Pan Books. 2001  [2021-09-20]. ISBN 0-330-49221-7. （原始内容存档于2022-01-20）.

1. ↑  Cunningham, Doug. . UPI. 11 December 2024  [11 December 2024] （英语）.
2. ↑  . Al Jazeera.   [12 December 2024]. （原始内容存档于11 December 2024） （英语）.